# Johann Jakob Feuerlein
Johann Jakob Feuerlein (auch Johann Jacob; * 9. Mai 1670 in Nürnberg; † 30. Mai 1716 ebenda) war ein deutscher lutherischer Theologe.

## Leben
Johann Jakob Feuerlein entstammte dem alten fränkischen Bürgergeschlecht Feuerlein. Er war der jüngste Sohn des Pfarrers und späteren Antistes Konrad Feuerlein. Er studierte zuerst an der Universität Altdorf, wo er 1689 unter Anleitung von Daniel Wilhelm Moller disputierte, und ab 1691 an der Universität Jena, wo er 1694 unter Anleitung von Johann Wilhelm Baier disputierte. 1692 erhielt er die Magisterwürde und kehrte 1695 in seine Heimatstadt zurück. 1696 wurde er Pfarrer in Regelsbach, 1704 Diakon an der Egidienkirche in Nürnberg.
Matthias Wolfes charakterisiert ihn als „wenig originelle[n] Vertreter des zeitgenössischen, regional geprägten Luthertums“.